# Syncolostemon rotundifolius
Syncolostemon rotundifolius là một loài thực vật có hoa trong họ Hoa môi. Loài này được Benth. miêu tả khoa học đầu tiên năm 1838.